# Fugnitzwald
Fugnitzwald är en skog i Österrike.   Den ligger i förbundslandet Niederösterreich, i den nordöstra delen av landet, 80 km nordväst om huvudstaden Wien.
I omgivningarna runt Fugnitzwald växer i huvudsak blandskog. Runt Fugnitzwald är det ganska glesbefolkat, med 38 invånare per kvadratkilometer.